# ダッドリー (ストリートファイター)
ダッドリー（Dudley）は、カプコンの対戦型格闘ゲーム『ストリートファイターIII』シリーズなどに登場する架空の人物。

## キャラクターの設定
『ストリートファイターIII』（以下『ストIII』と表記）第1作から登場するイギリス出身のボクサー。短く刈り上げた髪と口髭が特徴の黒人男性。筋肉が見えるほど服装の密着度が高く、襟から襞のついたドレスシャツ（腕まくりしている）にサスペンダー付きの深緑色のズボン、蝶ネクタイで正装しているが、拳には青いボクシンググローブを装着。
父はスポーツ選手、事業家として成功を収めていた。そのため裕福な少年時代を過ごしていたが、ダッドリーが大学生の頃、父の事業が破綻してしまう（些細な失敗から、人に付け込まれ騙された）。一気にどん底に堕ちたものの、努力によりヘビー級ボクサーとして大成し、かつての財産を取り戻す。リュウいわく英国一のパーフェクトボクサーとして有名らしく、ボクサーとしては「サー」の特別称号を手にしている。
ダッドリーの両親は健在で、父親は引退してロンドン郊外で悠々自適の生活をしている。父親は髪型以外はダッドリーと瓜二つである。
春麗はボクサーはみんな乱暴者だと誤解していたらしく、『3rd STRIKE』の勝利画面でダッドリーに謝罪している。
『ストIII』および『2nd IMPACT』では、奪われた父の愛車ジャガーを探し回っており、ギルが所持していた。エンディングではギルからジャガーを取り戻し、『3rd STRIKE』での対戦前デモではそのジャガーを運転して登場する演出がある。
『3rd STRIKE』ではイギリス王室の御前試合を行うことになり、そのためのトレーニングとしてストリートファイトに赴く。
開発スタッフによると『ストIII』ではマイク・バイソンとは面識がなく、ビデオの試合を見たことがある程度となっているが、『ストリートファイターIV』（以下『ストIV』と表記）のバージョンアップ版である『スーパーストリートファイターIV』（以下『スパIV』と表記）のCPU戦ではバイソンがダッドリーのライバルキャラクターとして登場する。
『スパIV』では、いぶきやまこととともに『ストIII』シリーズからの追加キャラクターとして登場。『ストIII』のキャラクターとしては日本国外を中心に特に人気が高く、中でもヨーロッパ圏での支持が厚いキャラクターだったとのこと。
『スパIV』本編は『ストIII』および『2nd IMPACT』から2年ほど前の時代が舞台のため、父の愛車はまだ捜索段階。世界格闘大会の主催企業S.I.N社から招待状が届いたため、前述した父の愛車を取り戻すまでの気分転換と自宅の庭園に植える新しい薔薇の苗を探す目的も兼ねて大会に参加する。『スパIV』でのライバルバトルでは現・イギリスのチャンプであるダッドリーを「甘ちゃん」と敵視したバイソンに戦いを挑まれ、ボクサーとして勝負を受けるが彼の乱暴かつ無礼な物言いや態度を快く思っておらず、勝利時には「君はボクサーの恥だ」「君はボクサーを名乗るに値しない人間だ」と言い放っている。まだ同作の最終ボスであるセスからも認められており、ダッドリーの技のデータを回収する予定だったことが本人の口から語られる。
『ストリートファイター X 鉄拳』（以下『ストクロ』）ではDLC追加キャラクターとして登場し、エレナとタッグを組む（PS Vita版では最初から使用可能）。

## 人物
格闘は完璧を目指し、クリーンファイトを好む。弱点は詰めが甘いところ。好物は紅茶。
紅茶を飲む時、新聞を読む時、さらには車の運転時など、いかなる時でもボクシンググローブを装着している。
自宅には薔薇園を所有している。その薔薇園は広大で迷路になっており、脱出するのに数時間も掛かる可能性がある。
勝利時に執事であるオルトー・K・ゴッチ（声：多田野曜平〈『ストIV』〉）がヘリコプターから紅茶を持ってくる演出がある。ダッドリーは彼をミスタ・ゴッチと呼んでいる。また、ゴッチは執事界でも有名で、神月かりんの執事の柴崎やラシードの執事のアザムとも面識がある。ゴッチの入れる紅茶は執事界でレジェンドクラスとして認められている。また彼は服の準備をすることが好みで、下品な物と時間にルーズな人を嫌っている。

## ゲーム上の特徴
ボクシングで闘うため、蹴り技はなくキックボタンでもパンチを出す。またターゲットコンボを多数持つ。
同じボクサーであるバイソンがリーチの長いパンチや突進技などで強引に押し込んでいく戦法を取るのに対し、ダッドリーは接近できる機会を窺いつつ、接近したら多くのターゲットコンボや優秀な特殊技などを用いて、手数が多く威力も高い強力なラッシュを仕掛けるキャラクターになっている。
『3rd STRIKE』では2強（ユン、春麗）に次ぐ強キャラクターのうちの1人として数えられ、ツボにハマったときの破壊力は抜群である。欠点は、下段攻撃に難があり、攻撃が上中段に偏りがちになるため、上段ブロッキングから反撃をされやすいこと。

## 技の解説

### 通常技
『スパIV』時のもの。M.バイソン同様、キックボタンによる攻撃は全てパンチ技となっている。
| 操作     | 立ち（近距離）                 | 立ち（遠距離）                 | しゃがみ       | 垂直ジャンプ     | 斜めジャンプ         |                  |
| -------- | ------------------------------ | ------------------------------ | -------------- | ---------------- | -------------------- | ---------------- |
| 弱パンチ | ジャブ                         | ジャブ                         | ジャブ         | フック           | ジャブ               |                  |
| 中パンチ | ライト（レフト）ストレート     | ライト（レフト）ストレート     | 屈みストレート | ストレート       | パワーフック         |                  |
| 強パンチ | 踏み込みストレート             | 踏み込みストレート             | アッパーカット | ブローアッパー   | ストレート           |                  |
| 弱キック | ライト（レフト）フック         | ライト（レフト）フック         | アンダージャブ | エルボージャブ   | クラッシュエルボー   |                  |
| 中キック | レフト（ライト）アッパー       | レフト（ライト）アッパー       | トリックパンチ | エルボーブロー   | ジャンピングエルボー |                  |
| 強キック | ライト（レフト）ボディアッパー | ライト（レフト）ボディアッパー | ボクサースロー | ラウンドエルボー | ラウンドエルボー     | ラウンドエルボー |

### パーソナルアクション
相手に背中を向けつつバラを取り出して投げる。これにより次の攻撃の威力が高められ、また投げたバラに攻撃判定がある。バラは地面に落ちて少し経つと消えるが、それまでにパーソナルアクションを出すとバラを投げず掲げるだけになり、追加効果も得られない。

### 通常投げ
レバークラッシャー
相手を掴んで、腹に数発ボディブローを叩き込む。『スパIV』では2連続のボディブローの後に逆の腕で殴り飛ばす。
ダイナマイトスルー
相手の腹部に腕を引っ掛けて放り投げる。左右に投げ分けが可能。『スパIV』では顔面を殴りつけ、仰け反り振り向いた所で腹部に腕を引っ掛け、放り投げる。

### 特殊技
スリッピングジャブ
前に屈みつつジャブを出す。
ステップストレート
一瞬振り向き、前進しつつストレートを出す。
レバーブロー
腹部へのボディブロー。
ダートショット
中段属性のダウンブロー。
ストマックブロー
『3rd STRIKE』からの技。「レバーブロー」と逆の手で出す腹部へのボディブロー。
クラビクルブレイク
低くジャンプして肘落としを繰り出す。
勝利の薔薇
『スパIV』で特殊技となった、『3rd STRIKE』でのパーソナルアクション。攻撃判定はあるものの、ダメージは0でさらに前述の追加効果も得られない。挑発に近い技となっているが、ローズの「ソウルサテライト」を消すことができる。

### ターゲットコンボ
コマンドは右向き時のもの（左向き時はレバー入力を逆にする）。パンチはP、キックはKと表記する。
- →弱P・中P
- 屈み弱K・立ち中K
- →強K・立ち中K
- 立ち弱P・立ち中P・立ち中K
- 立ち中P/→中K・立ち中K・立ち強P
- 屈み弱K・屈み中P・屈み強P
- 立ち中K・立ち強K・立ち強P
- 立ち弱K・立ち中K・立ち中P・立ち強P

### 必殺技
ジェットアッパー
アッパーカットで突き上げながら飛び上がる技。横回転で降下する。
マシンガンブロー
踏み込んでから素早いジャブの連打を打ち、最後にショートアッパーを打つ。
EX版はショートアッパーから、さらに逆のアッパーを繰り出し、ヒット時は吹き飛んだ相手に空中追撃を狙える。
クロスカウンター
だらりと両腕を下げたポーズを取り、このときに相手の攻撃を受けると一瞬仰け反った後にカウンターパンチを決めて反撃する。
相手の攻撃によるダメージは受ける。ダメージ計算が特殊な技で、受け止めた技の攻撃力＋クロスカウンターのダメージを与えるため、状況次第では非常に高いダメージを叩き出すこともある。
また特殊なコマンド入力により、立ちパンチを当てた後キャンセルするより早くこの技を出すことができ、「パンチアンドクロス」と呼ばれている。
ダッキング
上半身を沈めて前進する移動技。追加入力で以下の技に派生できる。
ダッキングストレート
ダッキングからストレートを繰り出す。
ダッキングアッパー
ダッキングから2ヒットするアッパーカットを打つ。
コークスクリューショット
『ウルトラストリートファイターIV』（以下『ウルIV』）オメガエディションで追加。「EXダッキング」中に竜巻をともなったコークスクリューブローを叩きこむ。

サンダーボルト
『2nd IMPACT』からの技。高く上空に飛び上がった後、垂直に錐揉み降下しながら拳を叩きつける。
『3rd STRIKE』では削除された。『スパIV』において再び実装されたが、『ウルIV』オメガエディションでは再び削除された。
ショートスウィングブロー
『3rd STRIKE』からの技。後ろに下がった後、素早く前方に踏み込んでボディーブローを打つ。EX版はボディーブロー、フック、ストレートの連撃になる。
『ウルIV』オメガエディションでは「スウェーバック」の追加攻撃に変更された。
スウェー / スウェーバック
『ウルIV』オメガエディションで追加された動作。「スウェー」は身をかがめ、攻撃を一瞬回避する。「スウェーバック」は身を屈めつつ一歩後退する。
カッティングアッパー
「スウェー」の派生技。アッパーカットを繰り出し、相手を浮かせる。
ショートスイングブロー
「スウェーバック」の派生技。
ステップイン
「スウェー」「スウェーバック」両方から派生できる、前方に踏み込むのみの動作。

### スーパーアーツ / ウルトラコンボ
SA1(ストIII)･SC(スパIV) - ロケットアッパー
- ストック数 [全作-2] ゲージの長さ [1st・2nd-88/3rd-96] （単位：ドット）

「ジェットアッパー」を2度繰り出し、そこからさらに錐揉み回転しての「ジェットアッパー」を決めるSA。
1、2発目の「ジェットアッパー」で相手を浮かせて落ちてきたところに3発目の回転「ジェットアッパー」を叩き込む形となっている。
相手を画面端で追い詰めたときの爆発力は高く、「ロケコン」といわれる連係が非常に強力である。
『スパIV』ではスーパーコンボとして使用。
SA2(ストIII)･UC1(スパIV) - ローリングサンダー
- ストック数 [全作-1] ゲージの長さ [全作-112]

「ダッキング」の動作で踏み込み、デンプシー・ロールでボディブローを連打して最後にアッパーカットを決める。発動後、追加入力で相手に接触するまで「ダッキング」を繰り返す。『2nd IMPACT』では強制停止が非常に長く、あらゆる状況からコンボにつながる程の高性能であったが、『3rd STRIKE』では大幅に弱体化した。
『スパIV』ではウルトラコンボ・Iとして使用。こちらは3〜5発目のボディブローがヒットすると相手をロックし、左右の連続フックを叩き込んでからアッパーで締めくくるという演出に変化する。突進速度は速いが、「ダッキング」の移動距離やヒット数が増加することはない。
『ストクロ』でも同様の演出で使用している。
SA3 - コークスクリューブロー
- ストック数 [全作-3] ゲージの長さ [全作-80]

腕を捻り回して打つ強烈なストレート。コマンド入力時のボタンにより踏み込む距離が変化する。ゲージが短く、ストック数も3と多い。
UC2 - コークスクリュークロス
『スパIV』で追加された新技で、ウルトラコンボ・IIとして使用。「コークスクリューブロー」を放った後、吹き飛んだ相手に更に接近し、先ほどとは逆の腕でもう一度「コークスクリューブロー」を打ち込んで追撃する。一撃目を受けた相手はパンチの遠心力により空中に浮き上がり、凄まじい勢いで縦回転を始めた後、二撃目を受けた直後に勢い良く縦逆回転で吹っ飛ばされて壁に叩きつけられる。一撃目の「コークスクリューブロー」の根元で当たらなければ、二撃目の「コークスクリューブロー」は発動せずに技が終了する。
『ストクロ』ではクロスアーツで使用し、連続パンチの後に「コークスクリューブロー」で相手を貫く。

## 担当声優
- Bruce Robertson（『III』 - 『2nd IMPACT』）
- Francis Diakewsky（『3rd STRIKE』）
- 楠見尚己（『IV』シリーズ、『ストリートファイター X 鉄拳』〈日本語版〉）
- Stuart McLean（『IV』シリーズ、『ストリートファイター X 鉄拳』〈英語版〉）

## その他の登場作品
- 『SNK VS. CAPCOM 激突カードファイターズ』全シリーズ（トレーディングカードゲーム版も含む）
  - 1作目ではアクションカード「でんこうせっか」のカードで登場。2作目以降からはキャラクターカードとして登場している。
- 『CAPCOM VS. SNK 2』
  - ロンドンステージの背景の右端に執事とともに登場。ラウンド1時のみに姿を見せ、新聞を読んでいる。